# 艾塞那肽
艾塞那肽（英語：exenatide），商品名百泌达（Byetta）、百达扬（Bydureon）等，是一种用于治疗2型糖尿病的药物，通常配合饮食、运动或与其他抗糖尿病药一同使用。它是继二甲双胍和磺脲类药物之后又一种治疗糖尿病的药物。艾塞那肽通常以皮下注射方式给药，并提供每周一次注射版本。
艾塞那肽的常见不良反应包括低血糖、恶心、头晕、腹痛、注射部位疼痛等。其他严重的副作用还可能包括甲状腺髓样癌、血管性水肿、胰腺炎和肾损伤。目前尚不确定妊娠期和哺乳期女性使用该药物是否安全。艾塞那肽是一种胰高血糖素样肽-1（GLP-1）受体激动剂，通过模拟GLP-1的作用以促进胰岛素的分泌并抑制胰高血糖素的分泌。
艾塞那肽于2005年在美国被批准用于医疗用途。2019年时，它位列美国最常用药物的第312位，年度总处方数超过100万。